# 35725 Трамунтана
35725 Трамунтана (35725 Tramuntana) — астероїд головного поясу, відкритий 27 березня 1999 року.
Тіссеранів параметр щодо Юпітера — 3,399.
Назва походить від гірського хребта в Іспанії Серра-де-Трамунтана (ісп. Sierra de Tramontana).